# Szczucin (gemeente)
De gemeente Szczucin is een landgemeente in het Poolse woiwodschap Klein-Polen, in powiat Dąbrowski.
De zetel van de gemeente is in Szczucin.
Op 30 juni 2004 telde de gemeente 13 393 inwoners.

## Oppervlakte gegevens
In 2002 bedroeg de totale oppervlakte van gemeente Szczucin 119,83 km², waarvan:
- agrarisch gebied: 73%
- bossen: 12%

De gemeente beslaat 22,74% van de totale oppervlakte van de powiat.

## Demografie
Stand op 30 juni 2004:
| Omschrijving                   | Totaal | Totaal | Vrouwen | Vrouwen | Mannen | Mannen |
| ------------------------------ | ------ | ------ | ------- | ------- | ------ | ------ |
| eenheid                        | aantal | %      | aantal  | %       | aantal | %      |
| inwoners                       | 13 393 | 100    | 6690    | 50      | 6703   | 50     |
| bevolkingsdichtheid (inw./km²) | 111,8  | 111,8  | 55,8    | 55,8    | 55,9   | 55,9   |

In 2002 bedroeg het gemiddelde inkomen per inwoner 1365,17 zł.

## Plaatsen
Borki, Brzezówka, Budy, Bukowiec, Czajków, Czekaj, Czołnów, Dalestowice, Dąbrowica, Deszczysko, Gęsica, Głodówka, Hannów, Kąty, Kępa, Knieje, Kocielina, Kolonia, Królówka, Laskówka Delastowska, Lechówka, Lipowa, Lubasz, Łabuzówka, Łąki, Łęka Szczucińska, Łęka Żabiecka, Ługi, Maniów, Maniów Dolny, Maniów Górny, Maniów Środkowy, Nowa Kolonia, Nowa Wieś, Okop, Olszyna, Orczki, Piaski, Podebreń, Podgórze, Podkościele, Podlesie, Podlubasie, Podmałec, Podradwanie, Podwale, Radwan, Rędzina, Różnica, Ruda, Ruszkowa, Rynek, Skrzynka, Słupiec, Stara Wieś, Suchy Grunt, Szczucin, Świdrówka, Ugodów, W Polach, Wieżyce, Wiktorów, Wola Szczucińska, Za Brniem, Zabrnie, Zachmielnie, Zagórcze, Zajezierze, Zakępie, Zalesie, Załuże, Zamysowie, Zielona, Żelazówka.

## Aangrenzende gemeenten
Czermin, Dąbrowa Tarnowska, Łubnice, Mędrzechów, Pacanów, Radgoszcz, Wadowice Górne